# Farina de cigró
La farina de cigró és una farina que també es coneix com a besan. Quan es fa a partir de cigrons rostits es diu chana. És una de les múltiples farines fetes a partir de llegums. Els Cigrons, com la soia per fer kinako o la farina de pèsol, entre d'altres, no tenen gluten i tenen més proteïnes. És molt popular en la gastronomia índia, on s'empra en l'elaboració de les pakores, una mescla fregida de verdures. A més de proteïnes, és un aliment ric en carbohidrats, fibres, minerals i vitamines.
A Occident es fa servir com a substitut de la farina de blat en dietes sense gluten. Pot servir per arrebossar, i mesclat amb flocs de patata, sèmola de blat de moro, ametlles triturades o llavors de sèsam, es pot obtenir un resultat molt cruixent. La farina de cigró també se sol mesclar amb farina de blat refinada per obtenir el pa àzim o en productes de rebosteria. Es pot fer servir com a substitut de l'ou en una dieta vegana.
A Itàlia, l'Uruguai i l'Argentina se'n fa una mena de pa, anomenat fainé. A les poblacions costaneres d'Andalusia la fan servir per fer arrebossats i el peix fregit, com també per elaborar les tortillitas de camarón, que és una de les tapes típiques de la badia de Cadis.